# Vaglio Serra
Vaglio Serra (piemontiul: Vaj) település Olaszországban, Piemont régióban, Asti megyében. Lakosainak száma 266 fő (2023. január 1.). Vaglio Serra Cortiglione, Incisa Scapaccino, Nizza Monferrato és Vinchio községekkel határos.
Testvértelepülése a Magyarországon található kis falucska Daruszentmiklós.

## Népesség
A település lakossága az elmúlt években az alábbi módon változott:
| Lakosok száma | 280  | 287  | 266  |
|               | 2017 | 2018 | 2023 |